# 일레인 자약
일레인 캐스린 자약(영어: Elaine Kathryn Zayak, 1965년 4월 4일 ~)은 미국의 피겨 스케이팅 선수이다. 그녀는 1982년 세계 선수권 대회에서 우승했다. 그녀는 1984년 동계 올림픽에서 6위를 했다.

## 개인 생활
자약은 뉴저지주 파라머스에서 태어나서 자랐다. 2세때, 그녀는 잔디 깎는 기계 사고로 왼쪽 다리에서 3개의 발가락을 잃었다. 의사의 조언으로, 그녀는 물리 치료로 피겨 스케이팅을 시작했다. 그녀는 자신의 왼쪽 부트 왼발의 모양에 불규칙성을 보상하기 위해 나무 몰드로 안정화했다.

## 선수 경력
자약은 자신의 아마추어와 프로 경력을 통해 피터 버로우와 마릴린 겔더만의 지도를 공동으로 받았다. 그녀는 1979년 세계 주니어 선수권 대회에서 금메달을 획득했다. 다음 시즌, 그녀는 국제 대회에서 시니어 무대에 데뷔했다. 자약은 지속적으로 자신의 프로그램에서 많은 트리플 점프를 착지한 최초의 여자 선수였다. 그녀는 1982년 세계 선수권 대회에서 우승하기 위해 6개의 트리플 점프를 착지했다. 자약은 1984년 전미국 선수권 대회에서 동메달을 획득했다. 그녀는 1984년 사라예보 동계 올림픽에서 6위를 했고 1984년 세계 선수권 대회에서 동메달을 획득했다. 자약은 그 해에 프로로 전향했고 1984년부터 1986년까지 아이스 카패드에 출연했다.